# Fachschaft
Als Fachschaft bezeichnet man eine Institution der studentischen Selbstverwaltung und Interessensvertretung an Universitäten und anderen Hochschulen.

## Begriff
In Deutschland setzen sich die Fachschaften in der Regel aus allen Studierenden eines Instituts, einer Fakultät oder eines Fachbereichs zusammen. In den meisten deutschen Bundesländern erfolgt die Mitgliedschaft in einer Fachschaft automatisch mit der Immatrikulation (Einschreibung) an der Hochschule; ein Austritt ist in diesem Fall (vor der Exmatrikulation) nicht möglich (Pflicht- bzw. Zwangsmitgliedschaft). Ein Student der Mathematik ist z. B. immer auch Mitglied der Fachschaft Mathematik. Eine Ausnahme bildet Sachsen-Anhalt, wo es eine automatische Mitgliedschaft gibt, der Austritt aber nach Ablauf eines Jahres zum Ende eines jeden Semesters erklärt werden kann (§74 Abs. 1 HSG-LSA). Eine Zwangsmitgliedschaft gibt es hier somit nur für neueingeschriebene Studenten.
Miteinander verwandte Fachbereiche werden gern zu fachbereichsübergreifenden Fachschaften zusammengefasst. So kann es an einer Hochschule beispielsweise eine gemeinsame Fachschaft der Bereiche Mathematik, Informatik und Physik geben.
In Österreich versteht man unter einer Fachschaft die Studienvertretung, insbesondere an technischen Universitäten. Die hier beschriebenen Aufgaben werden überwiegend von der Studien- oder der Fakultätsvertretung der Österreichischen Hochschülerinnen- und Hochschülerschaft wahrgenommen.
In der Schweiz wird der Begriff „Fachschaft“ in den Studierendenorganisationen der Universitäten Bern (SUB), Freiburg (AGEF) und Luzern (SOL) sowie der Fachhochschule Nordwestschweiz (students.fhnw) verwendet, in jener der Universität Basel (skuba) existieren „Fachgruppen“, an der Berner Fachhochschule „Teilverbände“, an Universität und ETH Zürich „Fachvereine“. Die Fachvereine der beiden Zürcher Hochschulen sowie die Teilverbände der Berner Fachhochschule zeichnen sich dabei durch die Besonderheit aus, dass sie nicht Organe der verfassten Studierendenschaften (VSUZH, VSETH und VSBFH) sind, sondern selbständige Vereine gemäß Schweizer Vereinsrecht.
Umgangssprachlich wird der Begriff Fachschaft jedoch häufig nicht für die Gesamtheit der Studierenden eines Faches, sondern für deren gewählte Vertretung (siehe Fachschaftsrat) oder dessen Büro verwendet.

## Fachschaftsrat
Die Interessenvertretung der Studierenden eines Faches erfolgt an den meisten deutschen Hochschulen durch den Fachschaftsrat, welcher aus einer bestimmten Anzahl gewählter Vertreter der Studierenden eines Faches, einer Fächergruppe oder Studienrichtung besteht. An einzelnen Hochschulen bzw. Fachbereichen wird der Fachschaftsrat auch Fachschaftsvertretung, Fachschaftsvorstand, Studiengangs-Ausschuss (StugA) (Uni Bremen) oder Studierendenrat (u. a. HU Berlin, FH Potsdam) genannt.
In einigen Bundesländern ist der Fachschaftsrat als gesetzliches Organ der verfassten Studierendenschaft vorgesehen und verfügt über eigene Geldmittel.
In einigen Hochschulen, vor allem in kleineren Studiengängen, werden keine Fachschaftsräte gewählt; deren Aufgaben übernehmen stattdessen auf freiwilliger Basis arbeitende Fachschaftsinitiativen („Fachschaftsinis“).
In Bayern gibt es seit der Abschaffung der verfassten Studierendenschaften in den 1970er Jahren offiziell keine Fachschaftsräte mehr. Dennoch finden sich die Studenten meist zu (nicht gewählten) Fachschaftsinitiativen oder als „Unabhängige Fachschaften“ zusammen.

## Fachschaftsarbeit
Die Fachschaftler bekommen meist einen Raum zur Verfügung gestellt – das „Fachschaftsbüro“. In diesem Raum sind sie zu Präsenzzeiten für ihre Kommilitonen persönlich und telefonisch erreichbar. Oft dienen diese Räume auch als Aufenthalts- und Lernräume der Studierenden.
Im Rahmen der Aufgaben der Studierendenschaft sowie nach Maßgabe der jeweiligen Landesgesetze und Satzungen sind Fachschaften vorrangig (aber nicht ausschließlich) für die Vertretung der fachlichen Belange der Studierenden zuständig. So veranstalten Fachschaftler z. B. Erstsemestereinführungen und -wochenenden, sammeln und verleihen Vorlesungsskripte, Altklausuren, Prüfungs- und Praktikumsprotokolle. Sie organisieren Fachschaftspartys und Sportveranstaltungen oder nutzen die Möglichkeit der Sammelbestellung von Lern- und Arbeitsmaterialien. Einige Fachschaften organisieren und betreuen einen CIP-Pool, um ihren Studenten Möglichkeiten zur Recherche und zum kostengünstigen Druck von Materialien zu ermöglichen. Die Fachschaftler beraten die Studierenden in fachlichen, organisatorischen und sozialen Fragen. Gelegentlich werden auch Tutorenprogramme und Begleitkurse angeboten, in denen Studierende niedrigerer Semester unterrichtet und ihnen bei der Prüfungsvorbereitung geholfen wird (siehe auch Studienberatung). Zahlreiche Fachschaften geben Fachschaftszeitungen heraus. Einige bieten Veranstaltungen zur fachbezogenen und politischen Bildung der Studierenden an.
Oft organisieren die Fachschaften lokale (oder in Zusammenarbeit mit anderen Fachschaften auch nationale) Projekte – Beispiele aus Mediziner-Fachschaften sind die Teddybärkrankenhäuser oder „Mit Sicherheit verliebt“. Ein weiteres Projekt ist der studentische Akkreditierungspool. Hier schreiben sich Studierende ein, die bereits Erfahrung im Erstellen von Prüfungsordnungen und Studiengängen haben und an der Akkreditierung von Studiengängen anderer Universitäten als studentische Vertreter beteiligt sind.
Die Arbeit der Fachschaften hängt von der Aktivität ihrer Mitglieder ab und ist dementsprechend unterschiedlich. Ein verbreitetes Problem vieler Fachschaften ist der Mangel an engagierten Studierenden. Die Zahl der Studierenden, die an der Fachschaftsarbeit interessiert sind, sinkt seit Mitte der 1990er Jahre kontinuierlich. Während 1983 nur 26 Prozent der Studierenden gar kein Interesse an der Fachschaftsarbeit zeigten, stieg die Zahl bis 2007 auf 34 Prozent, gleichzeitig sinkt die Zahl derer, die gelegentlich an Fachschaftsarbeit teilnehmen. Die Fachschaften definieren die inhaltlichen Schwerpunkte ihrer Arbeit selbst, somit ist eine pauschale Aussage über die Aktivitäten unmöglich. So verhalten sich einige Fachschaften eher politisch, während andere sich als reine Serviceanbieter begreifen.

## Gremienarbeit
Auch wenn die Gremien eines Fachbereichs (Fachbereichs- oder Fakultätsrat) in der Regel getrennt vom Fachschaftsrat gewählt werden, sind es meist doch aktive Fachschafter, die durch Mitarbeit in den Gremien an der Gestaltung von Prüfungsordnungen und bei Berufungsverfahren mitwirken. Sie sind die Hauptvermittler zwischen den Studenten und Dozenten/Professoren, sprechen studentische Probleme und Anliegen an und tragen gegebenenfalls Konflikte aus.

## Kooperation von Fachschaften
Zur Verständigung der einzelnen Fachschaften einer Hochschule gibt es hochschulinterne Zusammenschlüsse von Fachschaften, die zum Beispiel als
- Fachschaftenkonferenzen (FSK)
- FachschaftenvertreterInnenkonferenzen (FSVK)
- Fachschaftsräte- und -initiativenversammlung (FRIV)
- Fachschaftsrätevollversammlung (FSRVV)
- Treffen aller Fachschaften (TaF)
- Runder Tisch der Fachschaften (RTdF)
- Versammlung der Fachschaften (VeFa)
- Dachfachschaft (DFS)
- Fachschaftsrätekonferenz (FaRäKo)

bezeichnet werden. Diese Zusammenschlüsse können als explizite Interessenvertretung von Fachschaften, auch neben Studierendenparlamenten und ASten, sowie der besseren Zusammenarbeit der Fachschaften an einer Hochschule dienen.
Das bundesweite Treffen der einzelnen Fachschaften wird zumeist als Bundesfachschaftentagung bezeichnet.